# Sistema de ductos coletores
Em anatomia, o sistema de ductos coletores é o seguimento do túbulo renal subsequente ao túbulo contorcido distal, formado pelo túbulo de conexão e pelo ducto coletor. É uma estrutura tubular microscópica que faz parte dos túbulos renais.

## Subdivisões
De acordo com a International Union of Physiological Sciences, o sistema de ductos coletores é formada pelo túbulo de conexão e pelo ducto coletor, o qual se divide em ducto coletor cortical, ducto coletor medular externo e ducto coletor medular interno.
| Seguimento                  | Divisão           | Subdivisão                    |
| --------------------------- | ----------------- | ----------------------------- |
| Sistema de ductos coletores | Túbulo de conexão |                               |
| Sistema de ductos coletores | Ducto coletor     | Ducto coletor cortical        |
| Sistema de ductos coletores | Ducto coletor     | Ducto coletor medular externo |
| Sistema de ductos coletores | Ducto coletor     | Ducto coletor medular interno |